# 鲍洛·约瑟夫
鲍洛·约瑟夫（匈牙利語：Balla József，1955年7月27日—2003年3月18日），匈牙利男子摔跤运动员。他曾代表匈牙利参加1976年和1980年夏季奥林匹克运动会摔跤比赛，共获得二枚银牌。